# Anastasija Samoilova
Anastasija Samoilova (* 19. Januar 1997 in Daugavpils als Anastasija Kravčenoka) ist eine lettische Beachvolleyballspielerin. Sie war zweimal Europameisterin in dieser Sportart.

## Karriere
Kravčenoka spielte 2013 ihre ersten Turniere mit Tīna Graudiņa und kam bei der U18-Europameisterschaft in Maladsetschna auf den neunten Rang. 2015 absolvierte sie mit Tereze Hrapane ein EEVZA-Turnier in Vilnius und die U20-EM in Larnaka, kam dabei aber nicht über zweistellige Ergebnisse hinaus. 2016 spielten Graudina/Kravčenoka zwei Satellite-Turniere und wurden Fünfte der U20-EM in Antalya. Zum EEVZA-Turnier in Maladsetschna trat Kravčenoka mit Agnese Caica an. Bei der U22-EM in Thessaloniki gewannen Graudina/Kravčenoka durch einen Finalsieg gegen die Polinnen Kociołek/Gruszczyńska den Titel. Beim CEV-Masters in Jūrmala und dem EEVZA-Turnier in Batumi kamen Graudina/Kravčenoka ebenfalls in die Top Five.
Das Jahr 2017 begannen sie mit einem dritten Platz im ukrainischen Koropovo (EEVZA). In Baden wurden sie Fünfte der U22-EM und Neunte des anschließenden CEV-Masters. Weitere fünfte Plätze gab es beim Satellite-Turnier in Laholm und der U21-WM in Nanjing. Auf der World Tour 2017 spielten Graudina/Kravčenoka das Vier-Sterne-Turnier in Olsztyn, wobei sie früh ausschieden. Bei den CEV-Satellites in Vilnius und Jantarny wurden sie hingegen Zweite und Fünfte. Sie qualifizierten sich außerdem für die Europameisterschaft im heimatlichen Jūrmala. Dort kamen sie ohne Satzverlust ins Viertelfinale, das sie gegen die Deutschen Laboureur/Sude verloren. Im gleichen Jahr siegten die beiden Lettinnen bei der nationalen Meisterschaft ihres Heimatlandes.
2019 wurden Graudiņa/Kravčenoka in Moskau Europameisterinnen. In derselben und in der folgenden Spielzeit gewannen sie ihren zweiten und ihren dritten Landesmeistertitel. Auch den EM Erfolg konnten die beiden am 20. August 2022 wiederholen. Im Finale in München besiegten sie die bis dahin amtierenden Europameisterinnen Tanja Hüberli und Nina Brunner in drei Sätzen. Kurz zuvor hatten die Sportlerinnen aus dem Baltikum mit der lettischen Nationalmannschaft beim CEV Beachvolleyball Nations Cup die Bronzemedaille erkämpft, nachdem ihnen im kleinen Finale Gastgeber Österreich unterlag. Im Oktober standen Samoilova, wie Kravčenoka inzwischen hieß, und ihre Beachpartnerin Graudina im Finale des Elite16-Turniers in Paris und wurden Anfang 2023 Siebte beim World Tour Finale in Doha. Beim ersten Wettbewerb des neuen Jahres in der Hauptstadt Katars erreichten sie das Halbfinale und erhielten beim Challenge-Turnier in Jūrmala die Bronzemedaille. Bei der Europameisterschaft in Wien und bei der Weltmeisterschaft in Tlaxcala erreichten sie 2023 jeweils den neunten Platz. Nach durchwachsenen Ergebnissen auf der World Pro Tour gewannen sie im Dezember das Challenge-Turnier im philippinischen Nuvali. Beim World Pro Tour Finale 2023 in Doha belegten sie den siebten Platz.
Im März 2024 wurden Graudiņa/Samoilova beim Elite16-Turnier in Doha Vierte und gewannen das Challenge-Turnier in Recife. Beim gleichwertigen Event in Stare Jabłonki standen sie im Endspiel. Im Juni gewannen sie das Spiel um Platz drei beim Elite16-Turnier in Ostrava gegen die Weltranglistenersten Ana Patrícia/Duda und qualifizierten sich für die Olympischen Spiele in Paris. Nach dem wiederholten Sieg bei der lettischen Meisterschaft konnten sie sich im Gstaad Elite16 zum zweiten Mal in Folge die Bronzemedaille bei einem derartigen Wettbewerb sichern. Im Duell der Poolzweiten bei den Olympischen Spielen setzten sich die beiden im Achtelfinale gegen Tillmann/ Müller durch, scheiterten jedoch danach an den Goldmedaillengewinnerinnen. Bei der anschließenden Europameisterschaft revanchierte sich das deutsche Duo im Viertelfinale, sodass die Lettinnen bei beiden Veranstaltungen den geteilten fünften Platz belegten. Bei den Finalspielen der Pro Tour 2024 in Doha erreichten Graudiņa/Samoilova Platz drei.

## Privates
Kravčenoka heiratete am 2. September 2022 den Beachvolleyballer Mihails Samoilovs, den jüngeren Bruder von Aleksandrs Samoilovs, und heißt seitdem Samoilova.